# 0586
0586 è il prefisso telefonico del distretto di Livorno, appartenente al compartimento di Pisa.
Il distretto comprende la parte centrale e settentrionale della provincia di Livorno e i quattro comuni di Casale Marittimo, Guardistallo, Montescudaio e Riparbella appartenenti alla provincia di Pisa. Confina a nord-est con il distretto di Pontedera (0587), a sud-est di Volterra (0588), a sud di Piombino (0565) e a nord di Pisa (050).

## Aree locali e comuni
Il distretto di Livorno comprende 10 comuni compresi nelle tre aree locali di Cecina, Livorno e Rosignano Marittimo (coincidenti con gli omonimi ex settori). I comuni compresi nel distretto sono: Bibbona, Capraia Isola, Casale Marittimo (PI), Cecina, Collesalvetti, Guardistallo (PI), Livorno, Montescudaio (PI), Riparbella (PI) e Rosignano Marittimo.